# University of Ghana Medical School
Die University of Ghana Medical School, auch UGMS, ist die medizinische Fakultät der Universität von Ghana in Accra. 

## Geschichte

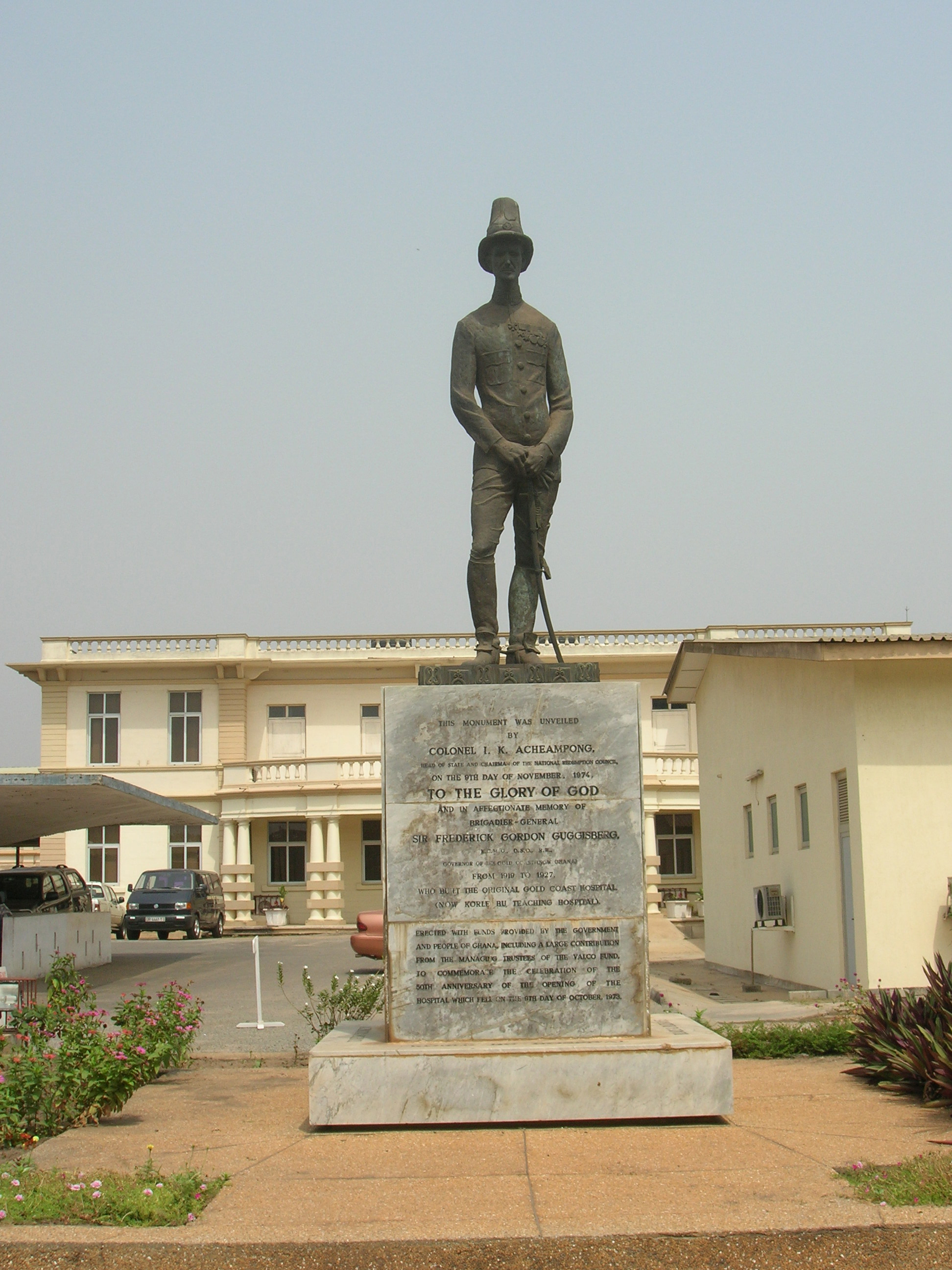
Statue des Gouverneurs Sir Frederick Gordon Guggisberg am Korle-Bu Hospital, Accra, eingeweiht 1974 anlässlich des 50. Jahrestages der Gründung des Krankenhauses

Im Jahr 1919 ließ der damalige Gouverneur der Goldküste, Sir Frederick Gordon Guggisberg, das Korle-Bu Teaching Hospital erbauen und es entstand der Plan, in Ghana eine medizinische Fakultät zu gründen. Die Idee wurde erst wieder 1951 aufgegriffen, als auf gemeinsames Ersuchen der Regierung und des University College of the Gold Coast eine Delegation der University of London anreiste, um einen Plan auszuarbeiten und die für eine vollwertige medizinische Fakultät erforderliche Personalausstattung und Ausstattung festzulegen. Diese Empfehlung wurde 1952 von der Regierung angenommen und bis 1960 war noch keine Entscheidung zur Umsetzung getroffen worden. Die finanziellen Auswirkungen dieses Projekts zwangen die Regierung, die US-Regierung um Unterstützung zu bitten, woraufhin der US-Präsident Paul Connerlly entsandte, um ein Team zu leiten, das alle bisherigen Bemühungen auswerten sollte. Dieses Team empfahl unter anderem die Einrichtung eines Nationalen Medizin- und Gesundheitsausbildungszentrums mit der medizinischen Fakultät als erstem Bestandteil.
Nachdem die Regierung die Empfehlungen angenommen hatte, empfahl ein Beraterteam der medizinischen Fakultät im Auftrag der USAID im Jahr 1962, dass die Medizinische Fakultät finanziell autonom sein und über einen eigenen Rat verfügen und der Universität von Ghana angegliedert werden sollte, die dann die Universitätsabschlüsse verleihen würde.
Um ein amerikanisches System in der überwiegend britischen Umgebung reibungslos einführen zu können, wurde vorgeschlagen, dass Schüler der sechsten Klasse vor Beginn ihrer vollständigen medizinischen Ausbildung eine zweijährige vormedizinische Ausbildung in einer Reihe von Fächern absolvieren sollten. So wurde im Oktober 1962 der erste Jahrgang von 51 vormedizinischen Studenten an der Universität von Ghana aufgenommen.
Im Oktober 1964 begann eine Gruppe von 41 Studenten mit der vorklinischen Ausbildung, wobei eine kleine Gruppe ghanaischer Ärzte als Dozenten fungierte. Der Unterricht begann in den paraklinischen Abteilungen im April 1966 und in den klinischen Abteilungen im April 1967. Der erste Jahrgang von Studenten schloss im Juni 1969 ab.
Im Dezember 1968 war die Ghana Medical School eine halbautonome Einrichtung innerhalb der University of Ghana mit ähnlichen akademischen Funktionen wie jeder andere Lehrkörper der Universität. Ihr neuer Name lautete dann University of Ghana Medical School. Sie erhielt einen eigenen Exekutivrat und einen Schulrat. Sie hatte auch eine eigene Verwaltung, die dem Schulrat und dem Exekutivrat unterstellt war.
Von 2014 bis 2019 wurde sie zur Fakultät für Medizin und Zahnmedizin der Universität von Ghana.

## Persönlichkeiten

### Dekane
- Charles Odamtten Easmon
- S. R. A. Dodu
- H. H. Phillips
- F. N. L. Engmann
- E. Q. Archampong
- S. K. Owusu
- A. S. Ayettey
- Clifford Nii Boi Tagoe
- Aaron L. Lawson
- Alfred E. Yawson
- Yvonne Dei-Adomakoh[2]

### Dozenten
- Susan Ofori-Atta (1917–1985); erste Ärztin an der Goldküste
- Afua Adwo Jectey Hesse (* 1953); Kinderchirurgin

### Absolventen
- Rexford S. Ahima; Professor für Diabetes an der Johns Hopkins University
- Afua Adwo Jectey Hesse (* 1953); Kinderchirurgin